# Kurt Hucke
Kurt Wilhelm Viktor Albert Hucke (* 8. Januar 1882 in Berlin; † 12. August 1963 in Hanau) war ein deutscher Geologe. Er hat sich in der ersten Hälfte des 20. Jahrhunderts um die Geschiebeforschung insbesondere in Norddeutschland verdient gemacht und ist Begründer der 1924 ins Leben gerufenen Gesellschaft für Geschiebeforschung, die in der Zeit von 1925 bis 1945 die Zeitschrift für Geschiebeforschung herausgab.

## Leben
Kurt Hucke wurde als Sohn des Sekretärs an der Staatsschuldenverwaltung Gustav Hucke und seiner Ehefrau Martha, geb. Frosch, geboren und besuchte das Joachimsthalsche Gymnasium in Berlin. Danach studierte er von 1901 bis 1904 in Berlin die Fächer Botanik, Zoologie, Mathematik und Physik, in denen er 1905 sein Staatsexamen ablegte. Er hörte Vorlesungen unter anderem in Mathematik bei Hermann Amandus Schwarz, Zoologie bei Franz Eilhard Schulze, Organische Chemie bei Emil Fischer und theoretische Physik bei Max Planck. Anschließend war er an verschiedenen Berliner Schulen tätig und leistete seinen einjährigen Militärdienst. 1912 bis 1936 war er als Lehrer am Joachimsthalschen Gymnasium, das inzwischen nach Templin (Uckermark) verlegt worden war. 1935 wurde er zum Oberstudiendirektor befördert, 1936 wechselte er an die Heinrich-von-Kleist-Schule in Frankfurt (Oder) und 1940 an die Paul-Gerhardt-Schule in Lübben, wo er bis 1945 tätig war. Am Ende des Zweiten Weltkrieges flüchtete er mit seiner Familie nach Schleswig-Holstein. Dort ließ er sich in Plön nieder, wo er bis 1963 lebte. Wenige Monate nach seiner Übersiedlung nach Hanau starb er an einem Herzschlag.
Die Ergebnisse seiner Forschungen über Geschiebe genießen bis heute insbesondere in Norddeutschland und den Niederlanden hohes Ansehen. In seinem Nachlass befand sich ein Manuskript mit dem Titel Einführung zur Geschiebeforschung aus dem Jahre 1948. Ehrhard Voigt erweiterte dieses Manuskript und gab es im Jahre 1967 als Buch unter diesem Titel heraus. Die Einführung zur Geschiebeforschung gilt noch heute als ein Standardwerk über Geschiebeforschung in Norddeutschland und den Anrainerstaaten.
Von seinen weiteren Schriften zu quartärgeologischen Themen, darunter zahlreiche in der Zeitschrift für Geschiebeforschung veröffentlichte Aufsätze, ist insbesondere das 1917 erschienene Buch Die Sedimentärgeschiebe des norddeutschen Flachlandes hervorzuheben. Die umfangreiche Fachbibliothek aus dem Nachlass von Kurt Hucke befindet sich heute im Archiv für Geschiebekunde der Universität Hamburg.
Im Jahre 1962 (anlässlich seines 80. Geburtstages) erhielt Kurt Hucke in Anerkennung seiner wissenschaftlichen Verdienste die Kieler Universitätsmedaille verliehen.
Seit 1910 war Hucke mit Martha Kessner (* 9. April 1886; † 28. Januar 1937) verheiratet, mit der er zwei Töchter, Käthe (* 10. Dezember 1912) und Renate (* 12. September 1919), sowie einen Sohn, Karl (* 7. Juni 1911; † 26. Oktober 1989), hatte. Letzterer war prähistorischer Leiter des Heimatmuseums in Plön.

## Werke
- Geologische Ausflüge in der Mark Brandenburg. Quelle & Meyer, Leipzig 1911, (Digitalisat der Ausgabe Weidmann, Berlin 1910)
- Die Sedimentärgeschiebe des norddeutschen Flachlandes. Quelle & Meyer, Leipzig 1917
- Diluvialprobleme. Michaal, Güstrow i. M. 1921; zugleich: Dissertation, Universität Rostock, 1921
- Geologie von Brandenburg. F. Enke, Stuttgart 1922
- Einführung in die Geschiebeforschung. Nederlandse Geologische Vereniging, Oldenzaal 1967